# Rivales (novela)
Rivals es una novela de 1988 de la autora inglesa Jilly Cooper. Es el segundo de las Crónicas de Rutshire, una serie de libros ambientados en el condado inglés ficticio de Rutshire. En 2022, Disney+ anunció que adaptaría la novela a una serie de televisión con el mismo nombre.  La serie se estrenó el 18 de octubre de 2024. 

## Sinopsis
La trama gira en torno a la batalla por el control de una estación de televisión local en Rutshire. Rupert Campbell-Black, un carismático y mujeriego exministro, lidera un equipo que busca hacerse con la cadena, enfrentándose a su rival Tony Baddingham, un despiadado magnate de los medios. A medida que la competencia se intensifica, las vidas personales de los personajes se entrelazan, revelando secretos, pasiones y conflictos que complican sus estrategias.
Entre las intrigas del mundo televisivo, Rivals también explora las relaciones amorosas y familiares de los personajes, con subtramas que incluyen affaires románticos, enfrentamientos sociales y el papel de las mujeres en un entorno dominado por hombres.

## Personajes
- Rupert Campbell-Black: El protagonista carismático, conocido por su encanto y actitud despreocupada.
- Tony Baddingham: Un magnate ambicioso y despiadado, principal rival de Rupert.
- Taggie O'Hara: Un personaje dulce y comprensivo, que ofrece un contraste con el entorno competitivo de la historia.
- Declan O'Hara: Un presentador de televisión irlandés, apasionado y temperamental, que se ve envuelto en el conflicto.